# Genkidama (album)
Genkidama è l'ottavo album in studio del rapper tedesco Farid Bang, pubblicato il 29 maggio 2020 dalla Banger Musik.

## Descrizione
L'album è composto da 14 tracce e contiene plurime collaborazioni. La versione deluxe, Super Genkidama, pubblicata il 30 luglio 2020 va ad aggiungere all'album altre 6 tracce. 
Le sonorità dell'hip hop tedesco vanno ad aggiungersi a quelle della trap, strizzando l'occhio al gangsta rap.

## Tracce
1. Genkidama – 3:01
2. Public Enemies (feat. Kollegah & Fler) – 4:31
3. Hadouken (feat. Haftbefehl) – 2:26
4. Guerilla (feat. Samra & Capital Bra) – 3:53
5. Ching Ching Ching – 3:13
6. Siki Mode – 3:14
7. Loco (feat. 18 Karat & AK Ausserkontrolle) – 4:17
8. Teuer Teuer – 2:50
9. Casanova (feat. SSIO) – 3:16
10. Santiago Bernabéu (feat. Gué Pequeno & Rim'K)
11. Maghreb Gang (feat. French Montana & Khaled) – 2:52
12. Scarface (feat. Capo & Rick Ross) – 3:47
13. Das Beste Label (feat. Majoe, SIPO, Summer Cem, 18 Karat, Jasko) – 4:43
14. Gotham City – 3:51

### Super Genkidama
1. Olajuwon (feat. Bass Sultan Hengzt, Sipo e Fler) – 2:07
2. Kaioken (feat. Tory Lanez) – 3:24
3. Nador City Gang – 3:11
4. Quavo – 2:18
5. Allez Allez (feat. Yonii) – 1:58
6. Sinaloa Gang – 2:32